# Мындра (Каларашский район)
Мындра (рум. Mîndra) — село в Каларашском районе Молдавии. Наряду с сёлами Хыржаука, Леордоая и Паланка входит в состав коммуны Хыржаука.

## География
Село расположено на высоте 135 метров над уровнем моря. Село расположено на расстоянии 20 км от города Кэлэрашь и 73 км от муниципия Кишинёв.

## История
Первое документальное упоминание о селе Мындра датировано 1644 годом.

## Население
По данным переписи населения 2004 года, в селе Мындра проживает 803 человека (385 мужчин, 418 женщин).
Этнический состав села:
| Национальность | Число жителей | Процентный состав |
| -------------- | ------------- | ----------------- |
| украинцы       | 683           | 85.06             |
| молдаване      | 100           | 12.45             |
| русские        | 15            | 1.87              |
| гагаузы        | 4             | 0.5               |
| прочие         | 1             | 0.12              |
| Всего          | 803           | 100%              |

## Известные уроженцы
- Берекеля, Анатолий Александрович (род. 1951) — изобретатель;
- Кучерена, Анатолий Григорьевич (род. 1960) — российский адвокат, доктор юридических наук, профессор, член Общественной палаты.